# Fresne-le-Plan
Fresne-le-Plan är en kommun i departementet Seine-Maritime i regionen Normandie i norra Frankrike. Kommunen ligger i kantonen Boos som tillhör arrondissementet Rouen. År 2022 hade Fresne-le-Plan 547 invånare.

## Befolkningsutveckling
Antalet invånare i kommunen Fresne-le-Plan
| Referens: INSEE |